# Macerio flavus
Macerio flavus is een spinnensoort uit de familie van de Cheiracanthiidae.
De wetenschappelijke naam van de soort werd in 1849 gepubliceerd door Hercule Nicolet.